# Farol da Selvagem Grande
De Farol da Selvagem Grande is een vuurtoren op het Portugese eiland Selvagem Grande, onderdeel van Madeira. Hij staat aan de westkant van het eiland op de berg Pico de Atalaia. De vuurtoren is de enige op het eiland en werd gebouwd in 1977.
De vuurtoren is rond van vorm, met een bredere ronding aan de voet en aan de top. De toren is rood en wit van kleur en heeft een hoogte van 10 meter. De lichthoogte bevindt zich op 163 meter.
Câmara de Lobos · Ilhéu Chão · Ilhéu de Cima · Ilhéu de Ferro · Ponta da Agulha · Ponta do Pargo · Ponta de São Jorge · Ponta de São Lourenço · Porto Moniz · Ribeira Brava · Selvagem Grande · Selvagem Pequena